# Faut que ça danse !
Pour les articles homonymes, voir Let's Dance.
Pour plus de détails, voir Fiche technique et Distribution.
Faut que ça danse ! est un film français réalisé par Noémie Lvovsky et sorti en 2007.

## Synopsis
Salomon Bellinsky, 80 ans, débordant de vie et de truculence, a une passion : les  claquettes. Il se bat pour ne pas être enterré trop vite, entre ses cours de danse et la recherche d'une compagne par le biais des petites annonces. Il rencontre ainsi Violette, professeur d'histoire-géographie, à qui il cache sa véritable situation familiale soit l'existence de sa femme, Geneviève, qui ne rêve que d'une chose  : poursuivre tranquillement son infantilisation auprès de son aide ménager, véritable ange gardien, M. Mootoousamy et Sarah, sa fille qui vit avec François et qui a du mal à trouver sa place entre son père qu'elle adore mais qui l'agace et sa mère qu'elle ne comprend plus. Elle apprend qu'elle est enceinte et doit prendre la responsabilité de construire sa vie ainsi qu'une nouvelle famille...

## Fiche technique
- Réalisation : Noémie Lvovsky
- Scénario : Noémie Lvovsky et Florence Seyvos
- Producteur exécutif : Martine Cassinelli, Pascal Caucheteux et Grégoire Joilute
- Musique originale : Archie Shepp
- Photographie : Jean-Marc Fabre
- Montage : Emmanuelle Castro
- Décors : Marie Cheminal
- Costumes : Dorothée Guiraud
- Format : 16/9
- Genre : comédie dramatique
- Sortie (France): 14 novembre 2007

## Distribution
- Jean-Pierre Marielle : Salomon Bellinsky
- Valeria Bruni Tedeschi : Sarah
- Sabine Azéma : Violette
- Bulle Ogier : Geneviève
- Bakary Sangaré : M. Mootoosamy
- Arié Elmaleh : François
- John Arnold : Adolph Hitler
- Anne Alvaro : Marie-Hélène
- Nicolas Maury : Le chargé de la clientèle
- Daniel Emilfork : Le médecin militaire
- Judith Chemla : L'étudiante
- Tsilla Chelton : La dame russe
- Cécile Reigher : L'infirmière
- Michel Fau : Le psychiatre
- Jutta Sammel : Sarah à 8 ans
- Michèle Gleizer : La gynécologue
- Philippe Nagau : Le professeur de claquettes
- Rosette : La secrétaire
- Véronique Silver : Une dame à l'enterrement
- Jean-Paul Bonnaire : Le douanier #1
- Vincent Colombe : Le douanier #2
- Jacky Nercessian : Le maire
- Christophe Paou : un professeur

## César 2008
- Nomination au César du meilleur acteur - Jean-Pierre Marielle
- Nomination au César de la meilleure actrice dans un second rôle - Bulle Ogier
- Nomination au César de la meilleure musique - Archie Shepp